# Sphärenmusik (Langgaard)
Sphärenmusik (Dänisch: Sfærernes Musik) ist ein Orchesterwerk des dänischen Komponisten Rued Langgaard, welches in den Jahren 1916 bis 1918 entstanden ist und 1919 veröffentlicht wurde. Es ist für zwei Orchester (ein Haupt-Orchester und ein „entferntes“ Orchester), Chor, Orgel, und eine Sopran-Solistin geschrieben. Sphärenmusik ist eine von wenigen Kompositionen Langgaards, die noch während seiner Lebenszeit veröffentlicht wurden. Der Musikologe Bendt Viinholt Nielsen hat das Werk Langgaards katalogisiert und Sphärenmusik die Nummer BVN 128 zugewiesen.
Das Werk beinhaltet zahlreiche Innovationen, welche ihrer Zeit voraus waren. Eine dieser progressiven Ideen, die vor der Entstehung von Sphärenmusik nicht eingesetzt wurde, ist die Verwendung eines Klaviers ohne Deckel, wodurch ein direktes Spiel auf den Klaviersaiten ermöglicht wird. Eine weitere Neuerung in Sphärenmusik ist der extensive Gebrauch von sich langsam bewegenden Streicher-Clustern, welche György Ligeti dazu bewegte, sich selbst als „Langgaard-Epigonen“ zu bezeichnen, als ihm in den späten 1960er Jahren eine Partitur von Sphärenmusik präsentiert wurde.

## Analyse
Der Musikwissenschaftler Eric Christensen beschreibt in seiner Analyse von Werken, die als grundlegendes Konzept die „räumliche Dimension“ verwenden, den Raum von Sphärenmusik. Dieser ist am oberen Ende durch sich wiederholende Linien von hohen Tönen der Violinen und Flöten begrenzt, und am unteren Ende durch Pauken und tiefe Bläser. Zwischen den beiden begrenzenden Ebenen ist der Raum mit Klangwolken und polyphonen tonalen Flächen ausgefüllt, die das Gefühl einer fortschreitenden Zeit vergessen lassen. Stattdessen wird die Zeit „gegenwärtig“ gemacht durch die Beschleunigung von repetitiven Mustern. Die Form von Sphärenmusik ist akkumulativ und schließt mit einer Vision vom „Ende aller Dinge“, ausgedrückt durch schroffe musikalische Kontraste, wie beispielsweise brachiale Musik gefolgt von lärmintensiver „Anti-Musik“ (erzeugt von Becken und Pauken), nebeneinandergestellt mit „himmlischer“ Musik, gekennzeichnet durch Engelschöre und Harfenklänge.
In Sphärenmusik verwendet Langgaard zahlreiche Neuerungen wie zum Beispiel zwei Orchester (ein Hauptorchester und ein kleines „entferntes“ Orchester). Diese beiden Orchester stehen in einem rhythmischen Verhältnis von 8:18:28 zueinander. Eine weitere Neuheit ist das Spielen von Glissandi direkt auf den Saiten eines Klaviers ohne Deckel. Die Sopran-Solistin singt ein Gedicht in deutscher Sprache von Ida Lock (1882–1951). Der Chor singt entweder ohne Worte oder mit Solmisationssilben, welche absichtlich nicht den Tönen der gesungenen Melodie entsprechen.
Langgaard selbst beschrieb sein Werk wie folgt: „In Sphärenmusik habe ich in nächtlicher Dunkelheit und Verzweiflung jegliche Art von Motivik, Struktur, Form oder Kohärenz aufgegeben. Die Musik ist von einem schwarzen Schleier und den undurchdringbaren Nebeln des Todes verhüllt.“

## Instrumentierung

### Hauptorchester
- vier Flöten (Verdoppelung: Piccolo)
- drei Oboen (Verdoppelung: Englischhorn)
- drei Klarinetten
- drei Fagotte
- acht Hörner
- drei Trompeten
- drei Posaunen
- eine Basstuba
- Pauken
- Perkussion
- ”Glissando Klavier” (Klavier ohne Deckel)
- Orgel
- Sopran Solistin
- Streicher

### Entferntes Orchester
- zwei Flöten
- Oboe
- zwei Klarinetten
- Horn
- Pauken
- Harfe
- Streicher

## Aufführungen
Sphärenmusik wurde am 26. November 1921 im Konzerthaus von Karlsruhe, Deutschland, uraufgeführt. Es spielte das Orchester des Badischen Landestheaters unter der Leitung von Hans Seeber-van der Floe, die Solistin (Sopran) war Ellen Overgaard. Die Premiere war ein Erfolg. Ein Jahr später, 1922, als das Werk in Berlin aufgeführt wurde, erhielt es allerdings nur mäßigen Zuspruch des Publikums und wurde bis 1968 nicht mehr aufgeführt. Die Aufführung 1968 fand in Stockholm statt und mit ihr leitete das Königliche Philharmonische Orchester unter dem Dirigenten Sergiu Comissiona eine Renaissance von Langgaards Musik ein.
Die Erstaufführung des Werks auf dänischem Boden erfolgte 1969 in „Rundhøjhallen“, Holme, mit dem Aarhus Symphonieorchester und Chor, dirigiert von Per Dreier. Bedauerlicherweise kam die Solistin Margrethe Danielsen jedoch nicht rechtzeitig zum Konzert. Zwei Jahre später, 1971, wurde das Werk in reduzierter Fassung in Kopenhagen gegeben. Daher fand die erste vollständige und vollbesetzte Aufführung das Werks in Dänemark erst im Jahre 1980, im Konzertsaal des „Radiohuset“ (wörtlich Radiohaus), das frühere Hauptquartier des Dänischen Rundfunks, mit dem Dänischen Radiosinfonieorchester und Chor unter der Leitung von John Frandsen und mit der Sopranistin Edith Guillaume statt.
2010 feierte Sphärenmusik mit dem Dänischen Radiosinfonieorchester und Chor unter der Leitung von Thomas Dausgaard seine britische Premiere bei den BBC Proms.
Eine Aufführung dauert ungefähr 35 Minuten.

## Aufnahmen
Die erste Aufnahme von Sphärenmusik entstand im Jahr 1968 bei den Nordic Music Days in Stockholm mit Berit Lindholm (Sopran), Akademiska Kören (Akademischer Chor Stockholm), und dem Königlichen Philharmonischen Orchester Stockholm, unter der Leitung von Sergiu Comissiona. Ein 22 Minuten dauernder Auszug des Werks wurde im darauf folgenden Jahr als Langspielplatte von HMV/EMI (CSDS 1087) veröffentlicht. Die erste vollständige Aufnahme von Sphärenmusik wurde 1983 vom dänischen Label Danacord (DACOCD 206) mit Edith Guillaume und dem Dänischen Nationalen Symphonieorchester und Chor, unter der Leitung von John Frandsen veröffentlicht.
Weitere Aufnahmen von Sphärenmusik wurden im Jahr 1997 von Chandos (CHAN 9517) mit Gitta-Maria Sjöberg (Sopran), dem Dänischen Nationalen Symphonieorchester und Chor unter der Leitung von Gennadi Nikolajewitsch Roschdestwenski, und im Jahre 2010 von Dacapo-Records (Dacapo 6.220535, 2010) mit Inger Dam Jensen, dem Dänischen Nationalen Symphonieorchester und Chor und dem Dänischen Nationalen Vokalensemble, unter der Leitung von Thomas Dausgaard veröffentlicht. Bei diesen beiden Veröffentlichungen wurde jeweils das gesamte Werk aufgenommen.